# Ordinariat personnel Notre-Dame-de-Walsingham
L'ordinariat personnel Notre-Dame-de-Walsingham est un ordinariat personnel de l'Église catholique établi en janvier 2011 et destiné à accueillir les groupes d'anglicans d'Angleterre ou du pays de Galles qui souhaitent entrer en pleine communion avec Rome. L'objectif qui lui est assigné est d'assurer « que soient maintenues au sein de l’Église catholique les traditions liturgiques, spirituelles et pastorales de la Communion anglicane, comme un don précieux qui nourrit la foi des membres de l’ordinariat et comme un trésor à partager ».
Il s'agit du premier ordinariat personnel, un type de juridiction défini par la constitution apostolique Anglicanorum coetibus. Conformément à ce texte, l'ordinariat personnel ne correspond pas au territoire d'un diocèse donné. Même s'il fonctionne en lien avec la Conférence des évêques catholiques d'Angleterre et du pays de Galles, il dépend directement du Saint-Siège.

## Contexte

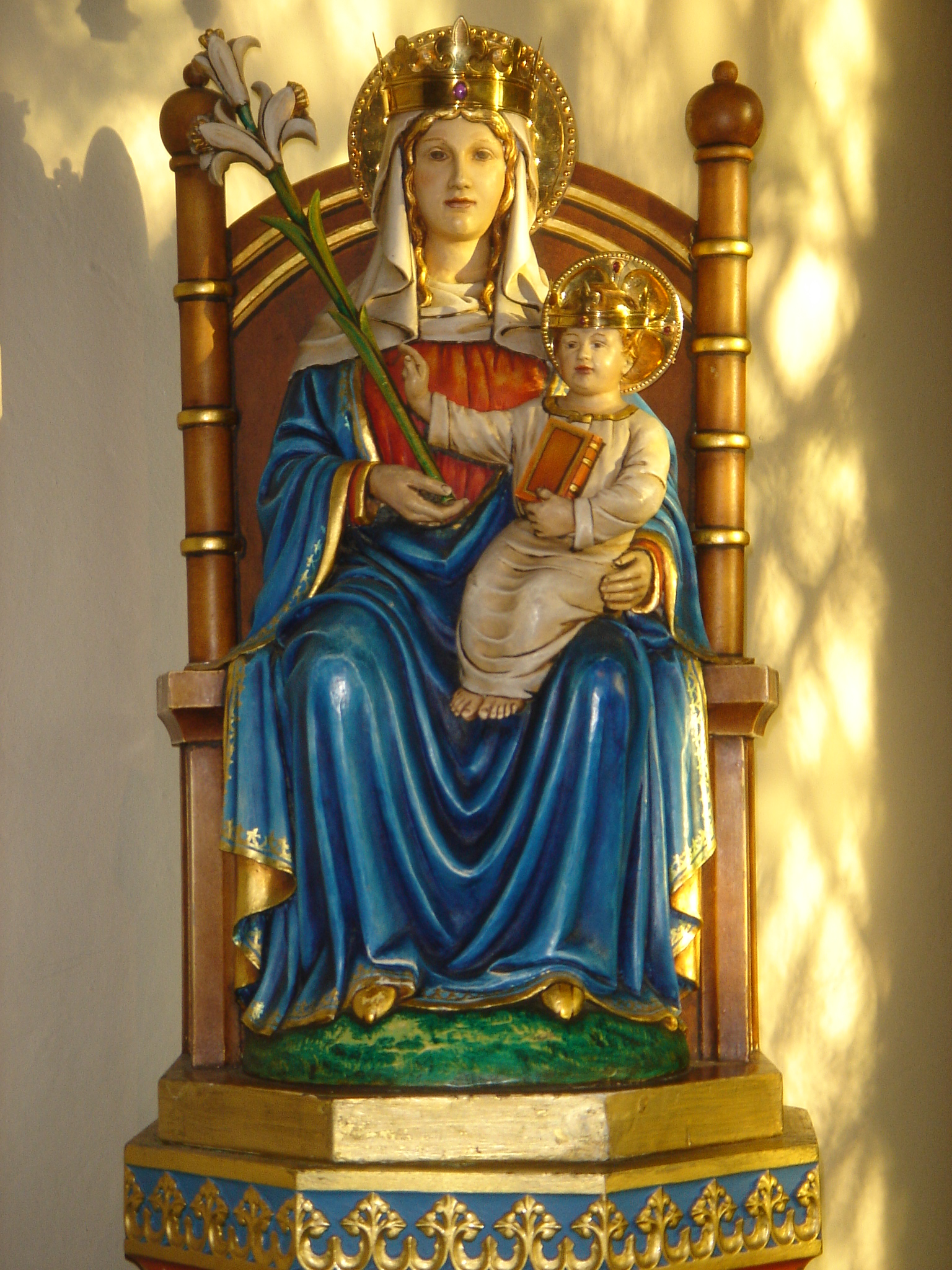
Représentation de Notre-Dame de Walsingham qui se trouve dans la « chapelle Slipper ». Le pèlerinage de Walsingham est important tant pour les catholiques que pour les anglicans de tendance anglo-catholique.

Le mouvement anglo-catholique, qui insiste sur la continuité de la tradition catholique reçue des apôtres, est une composante importante de l'Église d'Angleterre depuis la deuxième moitié du XIXe siècle. Les partisans de ce mouvement considèrent en général l'anglicanisme comme une des trois branches, avec le catholicisme et l'orthodoxie, de l'unique église du Christ (c'est la branch theory), séparées par un schisme issu des circonstances historiques. Certains anglo-catholiques tiennent des positions doctrinales très proches des catholiques, parfois jusqu'à accepter l'infaillibilité pontificale (courant anglo-papaliste).
Les discussions œcuméniques intenses qui se déroulent depuis 1967 entre catholiques et anglicans ont été considérées avec espoir par tous ceux qui y voyaient une opportunité d'effectuer une forme de réunion concrète entre les deux églises. Une des difficultés de ce dialogue est le contraste entre les positions doctrinales nettes défendues par l'Église catholique et l'éventail large qui existe côté anglican. En outre, à partir des années 1990, des évolutions au sein de certaines églises anglicanes posent des problèmes tant à l'intérieur de la Communion anglicane qu'en matière de dialogue œcuménique : ce sont principalement l'ordination des femmes et la question de l'homosexualité. Les catholiques reprochent aussi à leurs interlocuteurs anglicans d'avoir abandonné l'objectif originel du mouvement œcuménique, c'est-à-dire la recherche d'une unité visible permettant une véritable communion.
Une partie des anglo-catholiques rejette les innovations doctrinales de leur propre Église et persistent à vouloir entrer en communion avec Rome. De nombreuses conversions individuelles ont lieu lors de l'introduction des femmes prêtres en Angleterre, en 1992. D'autres personnes tentent de rester anglicans en négociant un système de garanties (les visiteurs épiscopaux provinciaux) qui est remis en cause en juillet 2008, lorsque le synode général de l'Église d'Angleterre entérine le principe de l'ordination des femmes à l'épiscopat. 
Après les sollicitations de certains évêques anglais,, une forme de conversion ayant une dimension collective est proposée. Le pape Benoît XVI publie une constitution apostolique, Anglicanorum coetibus qui crée une structure canonique spécifique destinée à accueillir et intégrer des institutions et groupes anglicans au sein de l'Église catholique romaine, en leur permettant de maintenir leurs traditions liturgiques, spirituelles et pastorales.

## Mise en place

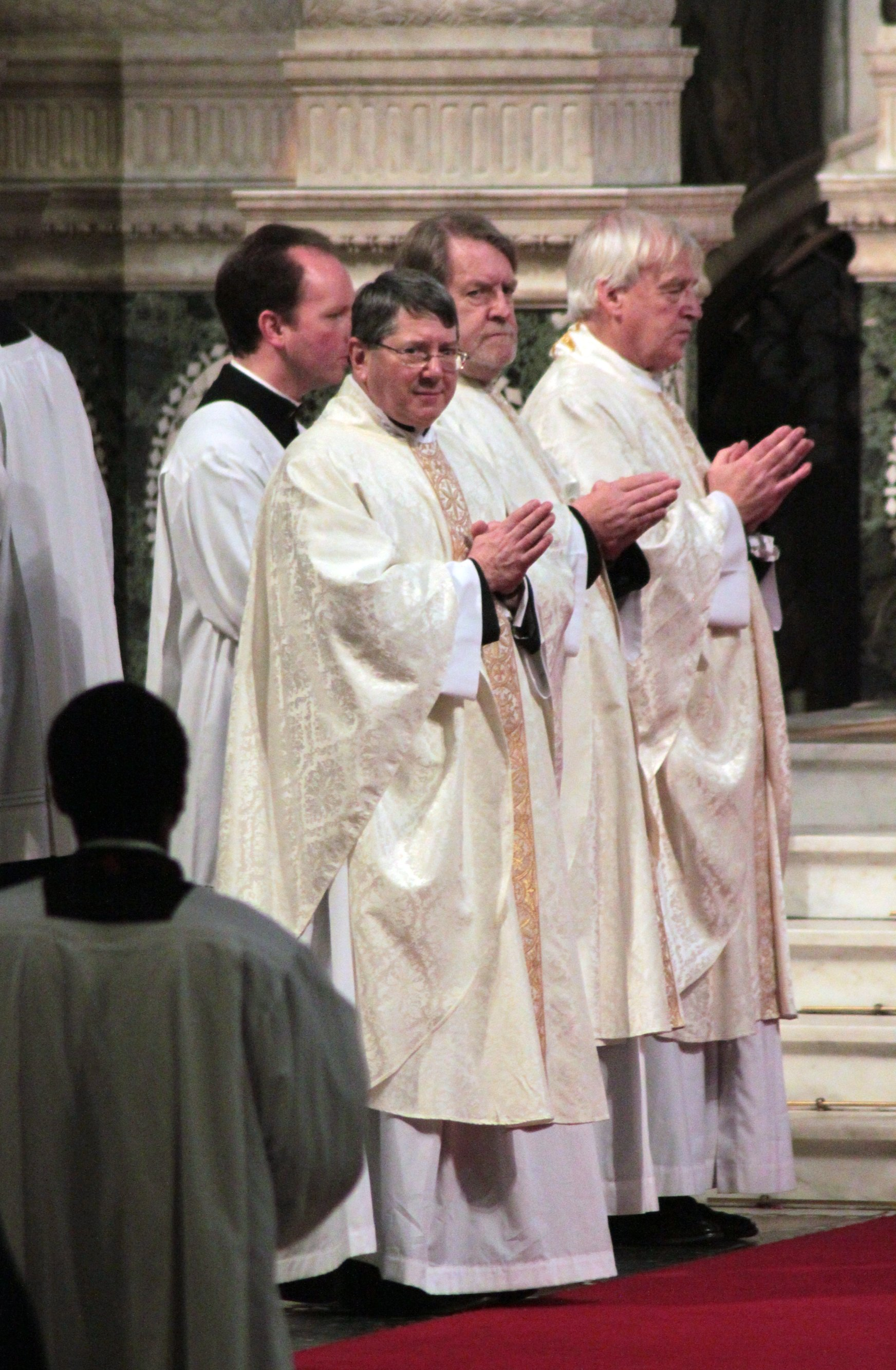
Ordination des trois premiers prêtres de l'ordinariat le 15 janvier 2011, jour de son érection. De gauche à droite : Keith Newton, Andrew Burnham, John Broadhurst, précédemment évêques anglicans.

### Érection de l'ordinariat
L'ordinariat est érigé le 15 janvier 2011 par décret du pape Benoît XVI et placé sous le patronage de John Henry Newman, lui-même anglican converti au catholicisme, et qui avait été béatifié l'année précédente. La dédicace de l'ordinariat rappelle que le pèlerinage de Notre-Dame de Walsingham a été, avant la dissolution des monastères, l'un des plus importants d'Europe du Nord, ainsi qu'un des lieux marquants du renouveau anglo-catholique et de l'œcuménisme (on trouve d’ailleurs de nos jours un sanctuaire national catholique et un sanctuaire anglican dédiés qui échangent régulièrement).
Les trois premiers membres, chargés d'organiser l'arrivée des suivants, en sont trois anciens évêques anglicans : John Broadhurst, Andrew Burnham et Keith Newton, respectivement évêques de Fulham, Ebbsfleet et Richborough. Tous les trois étaient chargés comme visiteurs épiscopaux au sein de l'Église d'Angleterre, de l'accompagnement pastoral des paroisses refusant l'introduction de l'ordination des femmes.
Ces trois hommes, qui sont entrés en pleine communion avec l'Église catholique le 1er janvier précédent, sont ordonnés prêtres catholiques le jour même de l'érection de l'ordinariat. C'est le plus jeune des trois, Keith Newton, qui est nommé ordinaire, c'est-à-dire responsable de la nouvelle structure,. Il a des prérogatives équivalentes à celles d'un évêque responsable d'un diocèse catholique, mais, étant marié, il ne peut lui-même être sacré évêque.
D'autres anciens évêques anglicans (admis à l'éméritat) doivent rejoindre ces trois hommes quelque temps après pour les aider à accueillir les candidats suivants : il s'agit d'Edwin Barnes, prédécesseur de Keith Newton au siège de Richborough, de David Silk ancien évêque du diocèse de Ballarat (en) en Australie et de Robert Mercer qui avait rejoint la communion anglicane traditionnelle.

### Accueil des premiers membres
Un calendrier prévisionnel général accompagne la mise en route de l'ordinariat pour le début de l'année 2011, s'appuyant fortement sur les temps forts du calendrier liturgique. Au début de mars, avec l'entrée en carême, les candidats à l'ordinariat se font connaître.
Les religieux anglicans concernés sont invités à présenter leur démission. Les laïcs doivent suivre un programme de formation (connu sous le nom d'Evangelium course) analogue au programme d'initiation chrétienne suivi par les adultes. Ils vivent une période de jeûne eucharistique pendant le temps du carême.
Ils seront reçus au sein de l'Église catholique et recevront le sacrement de confirmation au cours de la semaine sainte. Après une nouvelle période de formation pour clercs et laïcs, les anciens membres du clergé anglican dont la candidature est accepté par la congrégation pour la doctrine de la foi sont ordonnés diacres pendant le temps pascal, puis prêtres au moment de la Pentecôte. Le clergé continue sa formation pour le temps nécessaire.
En juin, un conseil de gouvernement de l'ordinariat doit être mis en place.
Après une période d'incertitude, le nombre d'anglicans qui se préparent à rejoindre l'ordinariat commence à être connu le 13 mars 2011 (premier dimanche de Carême) lors du rite de l'appel décisif. Il est alors estimé à 900, dont 61 prêtres qui viennent s'ajouter aux cinq anciens évêques. Cet afflux porte le nombre de catéchumènes demandant à entrer dans l'Église catholique lors de cette journée au nombre record de 4700,.
Alors que l'emprise territoriale de l'ordinariat est théoriquement limitée à l'Angleterre et au pays de Galles, il reçoit en son sein un prêtre issu de l'Église épiscopalienne écossaise, ordonné prêtre catholique en juillet 2011.

### Les dispositions matérielles
Dans les communautés paroissiales dans lesquelles un nombre important de membres envisage d'entrer dans un ordinariat, la question du devenir du lieu de culte est posée. Alors que l'archevêque de Cantorbéry Rowan Williams envisageait favorablement des accords de partage des églises entre les membres de l'ordinariat et la partie de la communauté restée anglicane, plusieurs évêques s'y refusent dans leur diocèse, notamment l'évêque de Londres Richard Chartres. Il est demandé aux futurs adhérents à l'ordinariat de quitter leur église, et au prêtre sa paroisse. L'ordinaire Keith Newton déclare souhaiter que des accords de partage soient possibles dans certains cas, car l'objectif de l'ordinariat « est de bâtir des ponts, pas de les brûler ». En avril, l'archevêque de Cantorbéry décide finalement d'exclure au moins provisoirement les accords de partage.
L'objectif de l'ordinariat est d'atteindre assez tôt une autonomie financière. Vu que le clergé représente une proportion importante de l'effectif, il est prévu que les prêtres de l'ordinariat exercent des fonctions annexes, comme aumôniers ou au service de paroisses des diocèses dans lesquelles ils résident. La conférence des évêques catholiques d'Angleterre et du pays de Galles offre une contribution de 250 000 livres. L'ordinariat reçoit également un legs de un million de livres de la Confraternité du Saint-Sacrement, ce qui suscite quelques critiques de la part d'anglicans. En effet, cette association avait été fondée en 1862 pour favoriser le renouveau catholique de l'Église d'Angleterre. Mais les dirigeants de la Confraternité jugent le legs compatible avec l'objectif de celle-ci : « la progression de la foi catholique dans la tradition anglicane ». En revanche, malgré les souhaits de son président, l'ex-évêque anglican Edwin Barnes, l'association anglo-catholique The Church Union refuse d'envisager de fournir une aide financière analogue.

## Liturgie
L'ordinariat a reçu du Saint-Siège l'autorisation d'utiliser une version de la bible familière à ses membres et qui est proche de la Bible du roi Jacques. L'ordinariat possède aussi son calendrier liturgique propre, reprenant des dénominations traditionnelles chez les anglicans et marquant quelques fêtes spécifiques.

## Réactions à la formation de l'ordinariat
Le pape marque à plusieurs reprises l'importance qu'il accorde au premier des ordinariats destinés à recevoir les anglicans. Il confère très rapidement un titre de prélat d'honneur à Andrew Burnham et John Broadhurst, et fait de l'ordinaire Keith Newton un protonotaire apostolique, ce qui est la plus haute distinction avant l'épiscopat,. Lors des Journées mondiales de la jeunesse 2011, à Madrid, c'est un diacre membre de l'ordinariat qui est choisi pour lire l'Évangile lors de la messe d'ouverture célébrée devant 500 000 fidèles.
Les évêques de l'Église catholique font également bon accueil à l'ordinariat ; ils publient en janvier 2011 un guide détaillant son objectif et son fonctionnement à l'intention de leurs ouailles. Ils appellent à bien accueillir et à soutenir l'ordinariat (la conférence des évêques versant elle-même 250 000 livres), et également à continuer à travailler et à prier pour l'unité des chrétiens.
Quelques dignitaires de l'Église d'Angleterre ont critiqué l'établissement de l'ordinariat. L'évêque de Lincoln John Saxbee considère que cette initiative met en danger le dialogue œcuménique et qu'il faut prendre des initiatives de réconciliation tandis que l'évêque de Guildford Christopher Hill parle d'un « acte blessant ». Les remarques les plus vives sont émises par le chanoine anglican Giles Fraser, alors qu'il est invité à prononcer un sermon lors d'une célébration œcuménique à la cathédrale de Westminster (catholique) à l'occasion de la semaine de prière pour l'unité des chrétiens. L'ecclésiastique n'hésite pas à parler d'opération qui laisse un sentiment de prédation, et à la comparer à une OPA.
La majeure partie des évêques anglicans se garde cependant de commentaires négatifs, se bornant à regretter le départ des membres de l'ordinariat et à leur souhaiter bonne chance dans leur itinéraire spirituel. C'est ainsi le cas de l'archevêque d'York John Sentamu alors qu'il avait émis dans un premier temps des réserves sur le principe de la formation d'un ordinariat de convertis, soupçonnés de ne pas être de « vrais catholiques ».

## Développement
Le 2 avril 2012 se déroule la première messe chrismale de l'ordinariat. Pour marquer la spécificité de la relation au pape, dont l'ordinaire tient son pouvoir de juridiction, et pour fêter le 30e anniversaire de l'établissement de relations diplomatiques complètes entre le Saint-Siège et le Royaume-Uni, c'est le nonce Antonio Mennini qui est invité à célébrer la messe.
La semaine sainte voit également de nouveaux groupes de convertis se former, représentant environ 200 personnes, ainsi qu'une cinquantaine de conversions venant s'agréger aux groupes déjà existants. L'ordinariat recense dès lors environ 1 200 membres.
Le 1er janvier 2013, onze religieuses anglicanes membres de la communauté de la Sainte Vierge Marie de Wantage, dont la mère supérieure, rejoignent l'Église catholique. Elles sont reçues dans l'ordinariat pour y former une nouvelle communauté religieuse, suivant la règle de saint Benoît. Parmi elles, on compte une femme ordonnée prêtre et qui avait renoncé à exercer ce ministère,.